# Hatun Machay
Hatun Machay (del quechua ancashino hatun, grande, y de mach'ay, cueva, es decir: cueva grande) es un bosque de piedras con restos arqueológicos de Perú. Fue declarado Patrimonio Cultural de la Nación mediante la Resolución Directoral n.º 944 / INC-2010 el 7 de mayo de 2010. Hatun Machay se ubica en el lado occidental de la Cordillera Negra en el departamento de Áncash, provincia de Recuay, distrito de Pampas Chico, a una altitud de unos 4200 m s. n. m.

## Descripción
El paraje tiene una superficie de 423.9487 ha. y en este existe un conjunto de figuras pétreas que llegan a medir hasta 83 metros de altura, siendo ideales para realizar búlder, una modalidad de escalada en rocas. El lugar tiene más de 200 rutas y otra de las actividades comunes en el sitio es el trekking. El costo de ingreso aproximado es de S/ 8.